# Château Labégorce
Das Château Labégorce ist eines der bekannten Weingüter von Bordeaux. Es liegt in Castelnau-de-Médoc, einer Gemeinde der Appellation Margaux und ist als Cru Bourgeois eingestuft.  Die Weinberge liegen in unmittelbarer Nähe der Flächen von Château Margaux und Château Lascombes.
Verwechselt werden darf dieses Gut hingegen nicht mit dem bekannteren Gut Château Labégorce-Zédé.

## Lage und Weinbereitung
Von den 70 Hektar Grundbesitz werden 41 ha Anbaufläche für den Weinbau genutzt. 36 Hektar werden der Appelation Margaux zugerechnet und 5 Hektar der Appellation Haut-Médoc. Erzeugt wird ausschließlich Rotwein. Im Rebsatz überwiegen mit 60 % der Cabernet Sauvignon und mit 34 % der Merlot. Die restlichen 6 Prozent entfallen auf den Cabernet Franc (5 %) und den Petit Verdot. Das Durchschnittsalter der Reben liegt bei 25–30 Jahren.
Die Weinbereitung folgt der klassischen Schule von Bordeaux mit drei- bis vierwöchiger Maischegärung in Beton- und Edelstahlbehältern, malolaktischer Gärung und anschließendem 12–15 Monate dauerndem Ausbau in Barriquefässern, die jedes Jahr zu 30 % erneuert werden. Der Wein entwickelt sich im Keller über mindestens acht Jahre. Aufgrund seiner Qualität wird er allgemein den Grands Crus Classés gleichgestellt.

## Geschichte
Der Name Gorce (oder Gorse) war im Mittelalter ein sehr geläufiger Nachname in der Region des ganzen Médoc. Im Jahr 1332 wird zum ersten Mal ein Weinberg schriftlich erwähnt, der dem Haus „La Maison Noble de La Bégorce“ zugeordnet war.
Nach der Französischen Revolution wird der Besitz aufgeteilt. Ein Teil bleibt im Besitz der Familie Gorce. Der heute Château Labégorce genannte Teil kam der Familie Weltener-Vastapani zu.
Im Jahr 1821 wird das vom Architekten Corcelles entworfene Gutsgebäude im Louis XVI.-Stil erbaut. Eignerin des Guts war damals die Witwe Elisabeth Weltener. Im Jahr 1832 übernimmt Sieur Capelle das Gut.
1865 schließlich übernimmt Fortuné Beaucourt das Gut für 224.000 Francs. Der dynamische Beaucourt war zweimal Bürgermeister von Margaux und investierte viel in die Qualität des Weines.
Nachdem das Gut im Jahr 1918 an die Familie Rooryck verkauft und im Jahr 1965 von Herrn und Frau Condom übernommen worden war, kam es im Jahr 1989 an den heutigen Besitzer, Hubert Perrodo.
Florent Granier ist zurzeit der technische Leiter des Guts und wird vom Önologen Antoine Medeville beraten.